# Metzneria aestivella aestivella
Metzneria aestivella aestivella é uma subespécie de insetos lepidópteros, mais especificamente de traças, pertencente à família Gelechiidae.
A autoridade científica da subespécie é Zeller, tendo sido descrita no ano de 1839.
Trata-se de uma subespécie presente no território português.